# Malurus elegans
Malurus elegans là một loài chim trong họ Maluridae.
Loài chim này ít di chuyển xa và loài đặc hữu của vùng phía tây nam của Tây Úc. Chúng có tính lưỡng hình giới tính cao, chim trống có bộ lông vào mùa sinh sản màu sắc rực rỡ, với chỏm đầu, lông rìa tai và trên lưng màu xanh da trời-bạc óng ánh, vai màu đỏ, tương phản với màu đen cổ họng, đuôi và cánh màu xám nâu, dưới bụng màu nhạt.
Chim trống ngoài mùa sinh sản, chim mái và chim sắp trưởng thành có bộ lông chủ yếu là màu nâu xám, mặc dù chim trống có thể có bộ lông màu đen và xanh da trời cô lập. Không có phân loài riêng biệt được công nhận. Tương tự về bề ngoài và có mối liên quan chặt chẽ với loài malurus lamberti và malurus pulcherrimus, loài chim này được coi là một loài riêng biệt do không có hình thức trung gian đã được ghi nhận khi phạm vi phân bố chồng lấn. Mặc dù loài chim này phổ biến tại địa phương, có bằng chứng của sự suy giảm về số lượng.